# Sonata en si menor (Liszt)

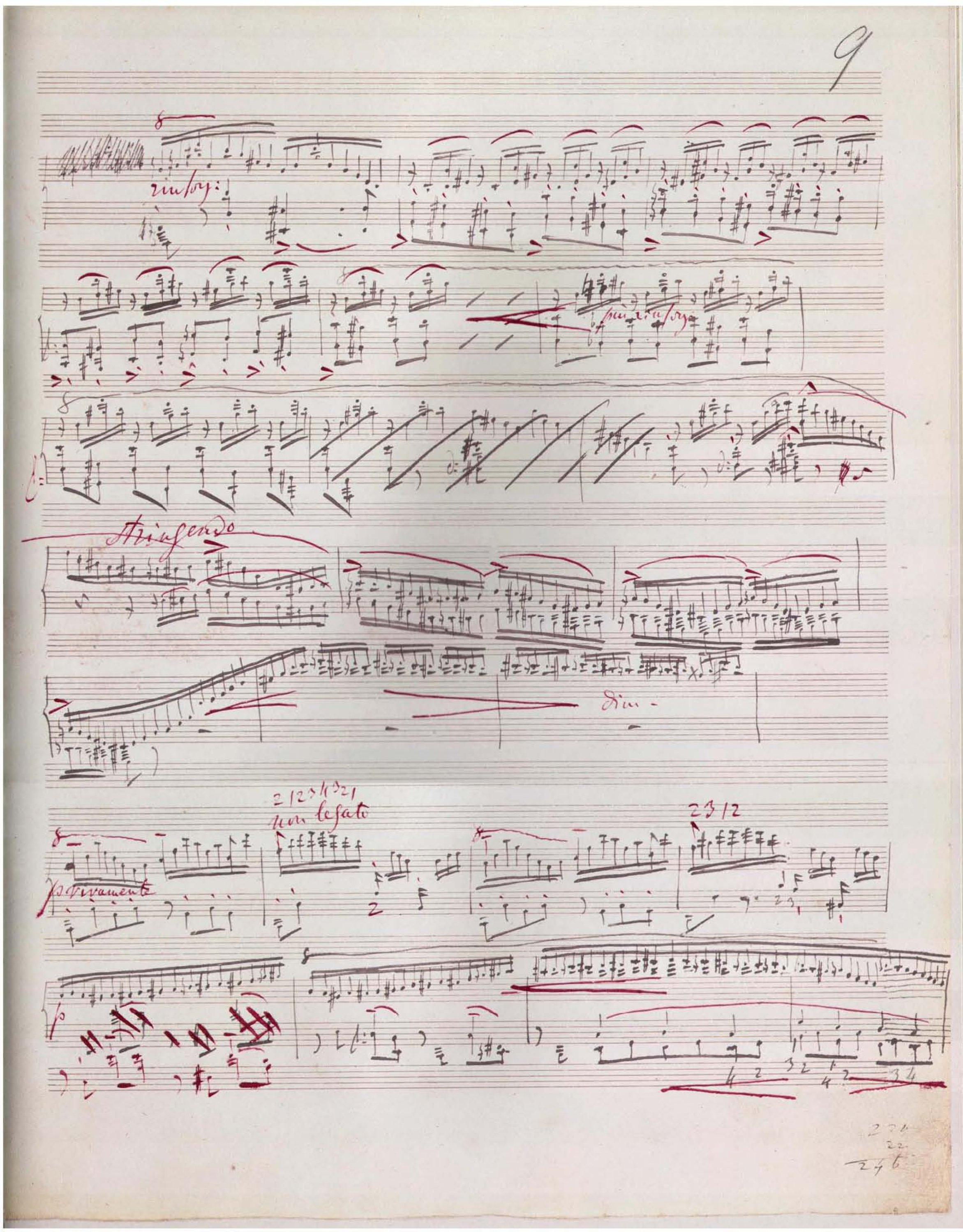
Una de las páginas del manuscrito original de la Sonata en Si menor.

La Sonata para piano en si menor, S.178 es una composición musical para piano solo escrita por Franz Liszt. Está considerada como una de las más grandes piezas para piano y también como una de las más difíciles. Es una de las obras clave del piano en el Romanticismo. 

## Historia
La Sonata fue compuesta entre 1852 y 1853 y su primera publicación fue en 1854 por Breitkopf & Härtel, pero no fue tocada en público por primera vez hasta el 27 de enero de 1857 en Berlín, por el alumno de Liszt Hans von Bülow, que era también su yerno. En un principio fue atacada por críticos conservadores como Eduard Hanslick, Brahms (que según se dice se quedó dormido durante la interpretación del mismo Liszt de la obra en su primer encuentro) y el compositor y pianista Antón Rubinstein. Sin embargo, Richard Wagner expresó un entusiasta cumplido hacia la sonata. El periódico alemán Nationalzeitung se refirió a la pieza como "una invitación a silbar (abuchear) y pisotear". Fue dedicada a Robert Schumann, como respuesta a la dedicación del alemán de su Fantasía en Do, Op. 17 (1836) para Liszt.

## Estructura
La Sonata es notable por estar escrita a partir un pequeño número de motivos que se entrelazan en una enorme arquitectura musical. Cada motivo es continuamente transformado a lo largo de la pieza, de acuerdo con las tendencias musicales del momento. Un tema que pueda sonar amenazante y violento se transforma y pasa a ser una bella melodía. Esta técnica ayuda a unir la estructura extensa de la obra con una unidad sencilla de cohesión, aunque el poder de arquitectura del músico necesita estar altamente desarrollado para conseguir esto durante una interpretación. 
A grandes rasgos, la Sonata presenta cuatro movimientos, aunque no hay pausa alguna entre ellos. Por encima de los cuatro movimientos se encuentra la estructura de una gran sonata, aunque los precisos inicios y finales del desarrollo tradicional y la sección de recapitulación ha sido desde hace tiempo causa de debate. Muchos analistas están de acuerdo en que el desarrollo comienza con la sección lenta y la recapitulación con la fuga scherzo. En cuanto al uso de esta estructura, Liszt fue influenciado por la Wanderer-Fantasie de Franz Schubert, una obra que admiraba, que se tocaba a menudo y que estaba arreglada para piano y orquesta. Schubert también usó muy pocos elementos musicales para crear una extensa obra en cuatro movimientos, cuyo cuarto movimiento es como una fuga. Ya en 1851, Liszt experimentó con una forma "cuatro movimientos en uno" no programática en una obra para piano solo extendida, llamada Concerto pathétique, que fue publicada en 1865 como una versión para dos pianos y muestra una relación temática con la Sonata en Si menor y con la posterior Sinfonía Fausto.
El final tranquilo de la Sonata pudo haber sido una ocurrencia tardía de Liszt; pues el manuscrito original disponible en la Biblioteca y Museo Morgan en Nueva York contiene un final que hubiera terminado la obra mucho más sonoramente.
También puede dividirse la obra en tres partes:
- Una especie de introducción y exposición en la que se presentan los temas y se desarrollan. (Lento assai - Allegro energico - Grandioso)
- Una sección central más lenta. (Compases del 331 al 460) (Andante sostenuto)
- Un reprise de la parte inicial, que finalmente desemboca en un Coda (Allegro energico).

### Lento assai - Allegro energico - Grandioso

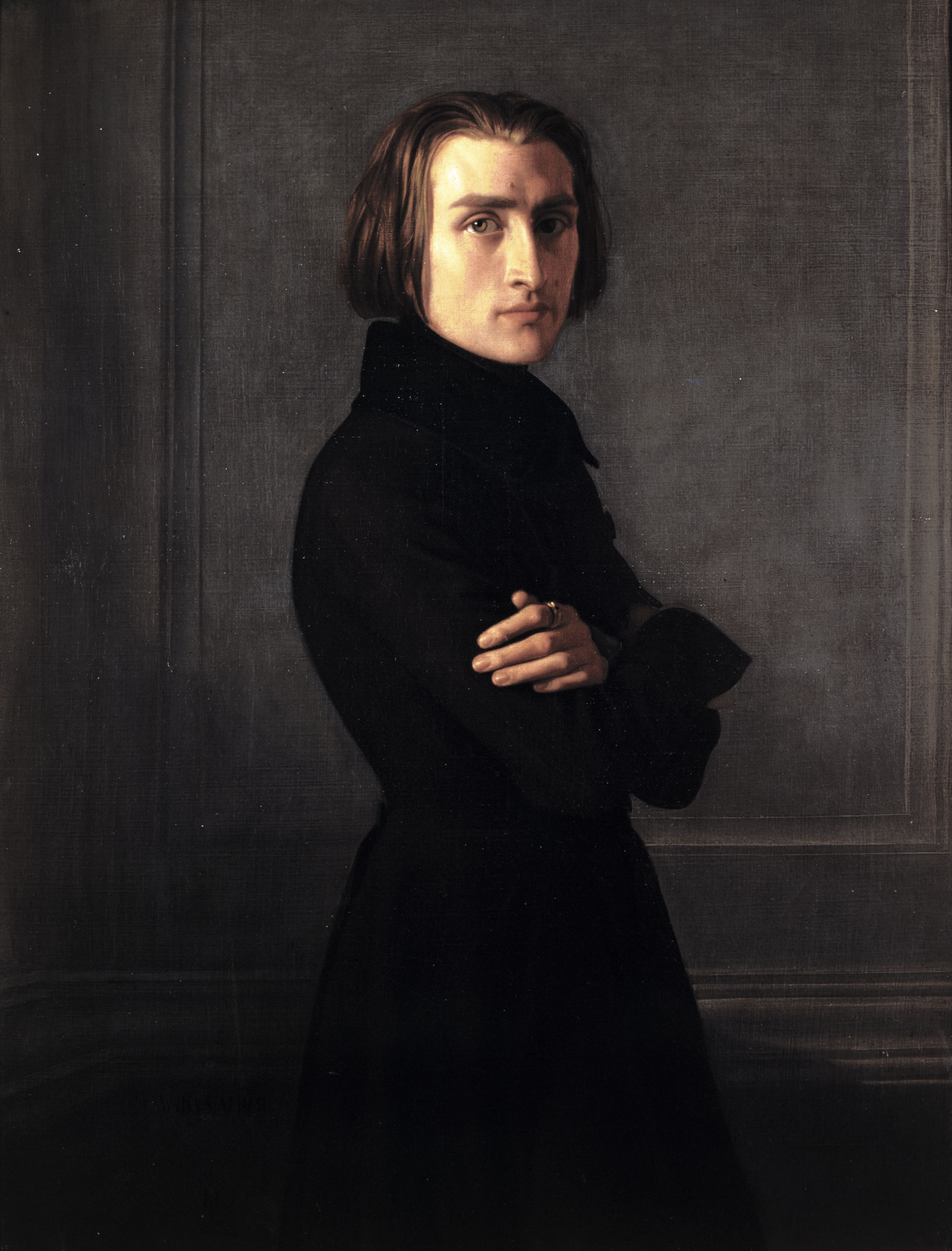
Retrato de Franz Liszt de Lehman.

La sonata comienza con un sol, el más grave del teclado, desde donde se continúa la larga exposición del tema H, primero en modo frigio y después en modo zíngaro. Este Lento assai de doce compases supone una especie de "subida del telón" (Guy Sacre).
A esta apertura, que dura desde el compás doce hasta el 32, le sucede la exposición simple quizá austera de los temas A y B. Sin acompañamientos ni florituras, la mano izquierda sigue a la derecha en el tema A y enuncia sola el tema B. De esta manera se fijan los dos elementos principales. Uno, arrebatado y abrupto, se extiende por un espacio de cuatro octavas. El otro, "mefistofélico", expresa el sarcasmo mediante las notas repetidas.
Al final de la exposición se ve venir una "lucha a muerte" que dura hasta el Grandioso entre los dos temas. Primero se encuentra una subida jadeante que lleva hasta una disputa confusa y tempestuosa en la que se entrechocan (con una tonalidad desesperadamente trágica). A continuación, después de haber alcanzado su punto culminante, la subida finaliza y se vuelve a descender para formar una especie de magma sonoro compuesto de partes tanto del tema A como del B. Sigue con una nueva escalada hacia el sonido agudo que ve la victoria del tema A, en el compás 82. Aquí se enuncian y se modulan en un canon que va acelerándose por momentos. Una vez alcanzado el cenit, el tema AS se desmorona en arpegios y cae sobre un La repetido de manera insistente, mientras que se perciben desde el fondo del teclado ecos del tema H. Todo esto no es sino el preludio de la entrada de un nuevo tema, el Grandioso (G), radiante de majestuosidad y fuerza y en el que una breve frase permite aclarar la oscura atmósfera anterior.
Después de un punto de órgano en el compás 119 se emprende un nuevo desarrollo con un estilo de nocturno. El tema A va entonces Dolce con grazia en lánguidos arpegios. Tras un breve momento de rebelión en el compás 153, sigue el tema B para formar lo que algunos consideran como un tema aparte (tema C) y que se desarrolla dulcemente con tresillos. 
Este breve momento de calma precede a una nueva sección que algunos califican como el inicio de la segunda parte de la Sonata. El antagonismo primitivo entre los temas A y B se expresa con violencia. A pesar de ser un episodio más calmado, el desorden persiste y dirige al oyente hacia una nueva interpretación del tema G, que cede el paso al B. Este último va apaciguándose poco a poco bajo el nuevo impulso del A, antes de llegar a un momento pianissimo (ppp).

### Andante sostenuto
La agitación de la primera parte lleva a la intervención del tema An (compás 331), cuya atmósfera tiene parecido con la de obras como Bendición de Dios en la soledad o Spozalosio . Este tema se enuncia con una pureza cristalina que recuerda a Margarita a aquellos que la relacionan con la Sinfonía Fausto. Este tema es bastante corto y sólo ocupa las partes exteriores de la sección. El tema C, dolcissimo con intimo sentimento (compás 349) y el tema D, más potente y atormentado que otros, se insertan entre las dos exposiciones del tema An. Hay que señalar delante de la repetición de ese tema una escala casi por tonos que se interpreta con una simplicidad y una voluptuosidad extremas. Todo este breve episodio concluye con unos Fa sostenido repetidos y que suenen amenazantes, con fuerza muy pianissimo (ppp).

### Allegro energico
La tercera parte comienza con una fuga «maquiavélica» en el compás 460 que no augura nada bueno. Se basa al mismo tiempo en los temas A y B, aunque parece que B es el que domina. Toda la saña de éste es expresada mediante cromatismos sarcásticos en un grave sotto voce. La exposición a tres voces acentúa la burla al tema A. Un crescendo se forma mientras va a una reexposición.
Esa reexposición resume de alguna manera todo el camino precedente y retoma todos los temas: A y B en su lucha tormentosa del inicio; el tema H con notas repetidas (compás 555); A y B mezclados de nuevo; el G más amplio y más grandioso que nunca (compás 600); y el tema C, la supuesta variante del B, con su forma de nocturno, en el compás 616. Después de un tema B bajo la forma de un cierre tiene lugar un tema H fortissimo que se despliega en octavas, después un A juguetón pero no menos fuerte, para concluir con un G más poderoso. 
Liszt dudó mucho sobre el fin que debía darle a la pieza. En un principio mantenía una con el modelo de Mazeppa («Cae para levantarse rey»). Sin embargo, la seriedad de una obra como la Sonata en Si menor no se prestaba a ello. Finalmente, Liszt eligió un fin lleno de pudor y de recogimiento. Hace una reexposición del tema An, justo después vuelve a un tema B desactivado por un A de gran quietud que concluye en acordes seráficos y finaliza en un Si situado en lo más grave del teclado.

## Estilo
Junto con los Douze Études d'exécution transcendante y la serie de los Années de pèlerinage, la Sonata en Si menor forma parte de las mayores piezas para piano solo del compositor y también contribuye a renovar el género de las sonatas. 
Al contrario que obras más coloristas y asequibles, como las Rapsodias húngaras; o que otras piezas más pequeñas, como los Liebesträume, esta imponente sonata, que dura alrededor de media hora es al mismo tiempo "oscura" y de una gran dificultad interpretativa. 
El número de los temas varían, dependiendo de los analistas, de tres a seis: 
1. El tema H es la escala zíngara y frigia descendente (sol fa# mi re# do si la# sol) y aparece en toda la pieza.
2. El tema A, lleno de fuerza y fogosidad, es el tema de Faust (sol sol la# si ré do# si sol# mi).
3. El tema B responde inmediatamente al anterior de manera sarcástica (sol sol sol sol fa# mi do si).
4. El tema G del Grandioso podría ser una variante del tema B o un motivo original (la la la si si ).
5. El tema C, del Cantando expressivo, es con toda verosimilitud una variación suavizada del tema B, convertido en nocturno (fa# fa# fa# fa# mi ré sol fa# fa# si).
6. El tema An del Andante sostenuto es original y se corresponde con el tema de (do fa# ré do si la sol la sol fa# sol re do do ).

## Interpretaciones
Para los partidarios de una Sinfonía Fausto para piano, cada una de las partes representarían Fausto, Gretchen y Mefistófeles, respectivamente. Otros analistas se refieren al Paraíso, en el cual las partes serían Adán, Eva y la Serpiente; mientas que la sección Grandioso representaría la Cruz redentora.

## Críticas
- Clara Schumann, pianista y esposa de Robert Schumann, a quien está dedicada esta sonata, la encontraba siniestra y se sentía «muy infeliz» cuando la escuchaba, interpretada por Johannes Brahms. Ella anotó en su diario: "Qué de ruido sin razón. Ningún pensamiento sano, todo está enredado; ya ni siquiera se encuentra un encadenamiento armónico claro."

- En una carta a Franz Liszt fechada el 5 de abril de 1855, Richard Wagner no escatimó en elogios sobre la Sonata: "Mi muy querido Franz! Estuviste cerca de mí - la sonata es indescriptiblemente bella, grandiosa, amable, profunda y noble - sublime, como tú. La sonata me ha llegado a lo más hondo de una sola vez, toda la miseria de Londres queda olvidada." La objetividad de este comentario está obviamente condicionada por la profunda amistad que unía a ambos compositores.

- Richard Strauss, dirigiéndose al gran pianista Wilhelm Kempff en 1948, le rinde homenaje a la Sonata en Si menor: "Si Liszt sólo hubiera escrito esta Sonata en Si menor, gigantesca obra salida de una sola célula, ella habría bastado para demostrar la fuerza de su espíritu."

## Discografía
Entre las más célebres grabaciones de la Sonata en Si menor de Liszt, hay que nombrar las de Claudio Arrau (1970, 1985); Sviatoslav Richter (1965), Martha Argerich (1971) y Krystian Zimerman (1991). La obra, una de las más tocadas del compositor húngaro, ha sido grabada una gran cantidad de veces tanto en estudio como en concierto, por artistas como Alfred Cortot (1929), Emil Gilels, Vladimir Horowitz (1932 y 1976), Alfred Brendel (1963, 1981, 1991), Maurizio Pollini (1989), Marc-André Hamelin (2010) y Valentina Lisitsa (2015)